# Nevhodî, Ovruci
Nevhodî (în ucraineană Невгоди) este localitatea de reședință a comunei Nevhodî din raionul Ovruci, regiunea Jîtomîr, Ucraina.

## Demografie
Componența lingvistică a localității Nevhodî
     Ucraineană (95,98%)
     Rusă (1,79%)
     Română (1,79%)
     Alte limbi (0,22%)
Conform recensământului din 2001, majoritatea populației localității Nevhodî era vorbitoare de ucraineană (95,98%), existând în minoritate și vorbitori de rusă (1,79%) și română (1,79%).